# Hydrospeed

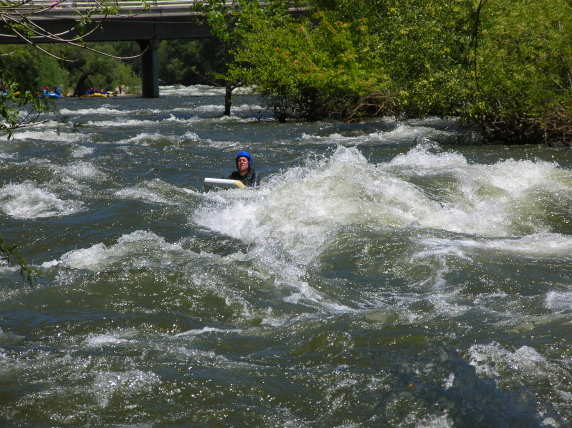
Hydrospeed

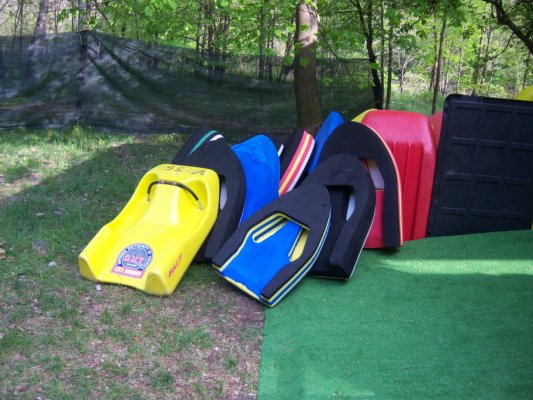
Hydrospeed

L'hydrospeed è uno sport d'acqua viva nato in Francia verso la fine degli anni cinquanta come nuoto in acqua viva seguendo la corrente.

## Evoluzione
Successivamente fu introdotto l'omonimo galleggiante (simile a un piccolo bob) con la duplice funzione di proteggere l'atleta dagli urti contro le rocce e offrire un punto d'appoggio.
Per proteggersi dal freddo delle acque, che in genere sono frutto del disgelo estivo di nevai e ghiacciai, la muta in neoprene è molto spessa (5 mm) e fornita di imbottiture protettive. Completano l'attrezzatura il casco, il giubbotto salvagente e le pinne, indispensabili queste ultime per dare la giusta propulsione ed affrontare i vari passaggi.
In Italia la comparsa dell'hydrospeed è molto ritardata, verso l'inizio degli anni novanta. L'Associazione Italiana Hydrospeed è stata fondata l'8 settembre 1991, ed è costituita da società sportive, turistiche o naturalistiche.